# Vidal Ramos
Vidal José de Oliveira Ramos Júnior (Lages, 24 de outubro de 1866 — Rio de Janeiro, 2 de janeiro de 1954) foi um político brasileiro.
Filho de Vidal José de Oliveira Ramos e Júlia Ribeiro de Sousa Ramos. Casou com Teresa Fiuza Ramos, de cuja união nasceram 14 filhos:
1. Rachel Ramos da Silva (26 de fevereiro de 1887 — 8 de janeiro de 1983)
2. Nereu de Oliveira Ramos (3 de setembro de 1888 — 18 de junho de 1958)
3. Hugo de Oliveira Ramos (21 de maio de 1890 — ? )
4. Acácio de Oliveira Ramos (20 de fevereiro de 1892 — 29 de julho de 1918)
5. Maria Júlia Ramos Wendhausen (12 de janeiro de 1894 — 10 de junho de 2001)
6. Jonas de Oliveira Ramos (11 de setembro de 1895 — 6 de junho de 1923)
7. Celso Ramos (18 de dezembro de 1897 — 1 de abril de 1996)
8. Mauro de Oliveira Ramos (12 de outubro de 1899 — 12 de janeiro de 1981)
9. Ruth Ramos (13 de junho de 1901 — )
10. Olga de Oliveira Ramos (30 de abril de 1903 — 29 de novembro de 1915)
11. Daura Ramos Rocha (23 de agosto de 1905 — )
12. Vidal Ramos Júnior (1 de maio de 1908 — 15 de setembro de 1962)
13. Joaquim Fiuza Ramos (27 de julho de 1910 — 5 de fevereiro de 2001)
14. Nilo Ramos (28 de abril de 1912)

Foi presidente de Santa Catarina, de 28 de setembro de 1910 a 20 de junho de 1914, senador pelo mesmo estado, de 1915 a 1929.
Foi deputado à Assembléia Legislativa Provincial na 26ª legislatura, de 1886 a 1887, deputado estadual na 1ª legislatura, de 1894 a 1895, na 2ª legislatura, de 1896 a 1897, na 4ª legislatura, de 1901 a 1903. Foi deputado federal na 6ª legislatura, de 1906 a 1908, na 7ª legislatura, de 1909 a 1911, renunciando em 1910, na 13ª legislatura, de 1927 a 1929.
Foi membro do Instituto Histórico e Geográfico de Santa Catarina.